# Spionageschiff
Spionageschiff (Englischer Originaltitel Spyship) ist eine sechsteilige britisch-australisch-US-amerikanische Mini-Fernsehserie von 1983. Realer Hintergrund der fiktiven Handlung ist der Untergang des Trawlers Gaul 1974 in der Barentssee und Gerüchte um Verwendung des Schiffs für eine Spionagetätigkeit im Kontext des Kalten Kriegs. Grundlage des Films war der Politthriller von Tom Keene/Brian Haynes: Spy Ship von 1980 (Deutsch: Das Geheimnis der Caistor. Das Buch zur Fernsehserie, 1985).

## Handlung
Auf einer Fangreise geht der Trawler Caistor in der Barentssee verschollen. An Bord befand sich als Besatzungsmitglied auch der Vater des freischaffenden Journalisten Martin Taylor. Taylor entwickelt an dem unerklärlichen Verschwinden des modernen Schiffs ein persönliches Interesse.
Als bei der Seeamtsverhandlung deutlich wird, dass Sachbeweise und Zeugenaussagen entweder nicht genügend zur Kenntnis genommen oder unterdrückt werden, beginnt Taylor mit eigenen Recherchen. Insbesondere geht er Gerüchten um eine Spionagetätigkeit des Schiffs für die Royal Navy nach. Im Heimathafen der Caistor ist es ein offenes Geheimnis, dass an Bord von verschiedenen Trawlern heimlich Royal Navy-Personal mit hochmoderner Funkabhörtechnik einquartiert wird. Die Reedereien erhalten dafür eine Gage. Ziel der Operationen sind die sowjetische U-Bootaktivitäten in der Barentssee.
Als der britische Nachrichtendienst von Taylors Recherchen erfährt, wird der freischaffende Agent Evans auf ihn angesetzt. Evans bricht in Taylors Wohnung ein, bringt offensichtlich Zeugen um und verübt mehrere Attentate auf Taylor. Taylors Nachbarin Suzy, die bald zu seiner Freundin und Mitrechercheurin wird, wird von Evans brutal zusammengeschlagen und beinahe vergewaltigt, was nur durch das Auftreten eines Nachbarn verhindert wird.
Als der Wissenschaftler Dr. Dowding eine angeblich von der Caistor stammende Boje untersucht, stellt er schnell fest, dass sie nie längere Zeit in Salzwasser schwamm und daher nicht von der Caistor stammen kann. Dowdings Bericht wird jedoch von der Regierung unterdrückt.
Mit Suzys Hilfe findet Taylor heraus, dass zum Zeitpunkt des Untergangs der Caistor nur ein britisches Kriegsschiff in den fraglichen Gewässern war, die Fregatte HMS Tuscan. Der Kommandant der Fregatte befindet sich seit seinem letzten Einsatz in der Psychiatrieabteilung einer Royal Navy-Klinik. Es gelingt Suzy, die Ehefrau des Erkrankten zu überreden, ihr ein Tonband zu überlassen, auf dem der Kommandant Angaben über den Grund der Erkrankung macht.
Taylor begibt sich nach Nord-Norwegen, um vor Ort zu recherchieren, unter welchen Umständen die Boje gefunden wurde. Zusammen mit einem norwegischen Journalisten findet er heraus, dass die Boje ein Roter Hering ist – ein Ablenkungsmanöver, um der Öffentlichkeit zu suggerieren, dass die Caistor durch Sturmeinwirkung untergegangen ist. Der angebliche Finder, ein norwegischer Fischer, wurde für den „Fund“ gegen Bezahlung engagiert. Tatsächlich hat nie eine Suche nach dem verschollenen Schiff stattgefunden, weil es in einer sowjetischen Sperrzone operierte.
Bei einem weiteren Mordanschlag von Evans auf Taylor gelingt es dem Journalisten, den Agenten in Notwehr zu töten. Durch das Tonband klärt sich der „Fall“ endgültig auf. Durch überlagernde Funkwellen von sowjetischen und Signalen der Caistor bestand die Gefahr, dass eine sowjetische Nuklearseemine ausgelöst werden könnte. Zur Verhinderung der Zündung und Vermeidung einer nuklearen Katastrophe, gleichzeitig aber auch zur Vertuschung der NATO-Spionageaktivitäten, wurde die Caistor durch eine Schiff-Schiff-Rakete von HSM Tuscan versenkt, woraufhin ihr Kommandant psychisch zusammenbrach. Die Rettung der Schiffbrüchigen durch die Fregatte wurde von einem sowjetischen U-Boot verhindert.
Das Seeamtsverfahren wird abgeschlossen. Angeblich liegt weder ein technisches noch ein menschliches Versagen vor, so dass die Hinterbliebenen nicht entschädigt werden können. Der britische Geheimdienstchef ermahnt Taylor, die Wahrheit nicht zu veröffentlichen. Die beiderseitigen Geheimdienstinteressen der NATO und der Sowjetunion sollen nicht gefährdet werden. Sie garantieren den Frieden, da so beide Seiten voneinander wissen und gegenseitiges Misstrauen abgebaut wird. Die Wahrheit würde ohnehin niemandem mehr nützen. Taylor verspricht, darüber nachzudenken.
Als der Geheimdienstchef kurz darauf durch eine Autobombe der IRA getötet wird, beginnt Taylor, ein Manuskript zu verfassen. Ob es publiziert wird, bleibt offen.

## Produktionsgeschichte, deutsche Synchronisation
Tom Keene und Brian Haynes hatten bereits 1975 für die die zweiteilige Fernsehreportage The Mystery of the Gaul für Thames TV recherchiert, nachdem eine geplante Dokumentation der BBC abgebrochen worden war.
Die Außenaufnahmen fanden außer in London in Hull statt, obwohl die Stadt nie namentlich genannt wird. Die Hafenaufnahmen entstanden insbesondere in Grimsby.

## Überlieferung
Die Serie wurde 2013 in der Originalfassung von Simply Media, London, auf DVD publiziert. Ob die deutsche Synchronfassung noch existiert, ist unbekannt.